# Enginyeria tècnica en informàtica de gestió

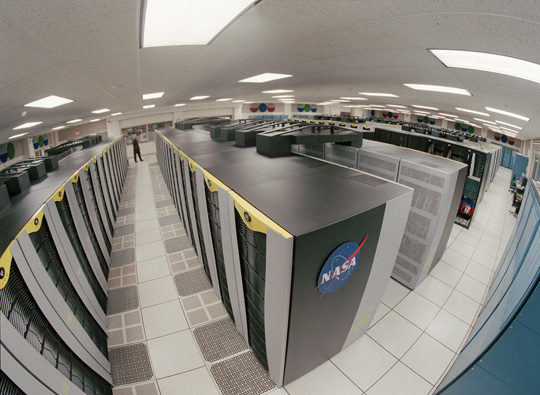
Centre de processament de dades de la NASA en Columbia, compost per 20 clusters SGI Altix, un total de 10240 CPU.

L'Enginyeria tècnica en informàtica de gestió a Espanya és una disciplina de l'enginyeria que combina una important càrrega docent en Economia i Gestió Empresarial amb l'adquisició de coneixements científics i tècnics, per al disseny i implementació de sistemes i processos de gestió de programari.
El propòsit d'aquesta titulació universitària regulada és formar enginyers amb una sòlida formació per realitzar les següents funcions: estudiar les necessitats de l'usuari i crear o adaptar els programes informàtics per dur a terme les funcions que constitueixin un objectiu. Donant les eines per a ser un expert en programació avançada i un coneixedor profund dels conceptes bàsics d'organització d'empreses. Aquesta enginyeria aplica els principis de la informàtica, l'anàlisi matemàtica i la física per al disseny, desenvolupament, prova i avaluació dels sistemes de tractament d'informació i programes informàtics que s'utilitzen en entorns públics i privats.

## Professió

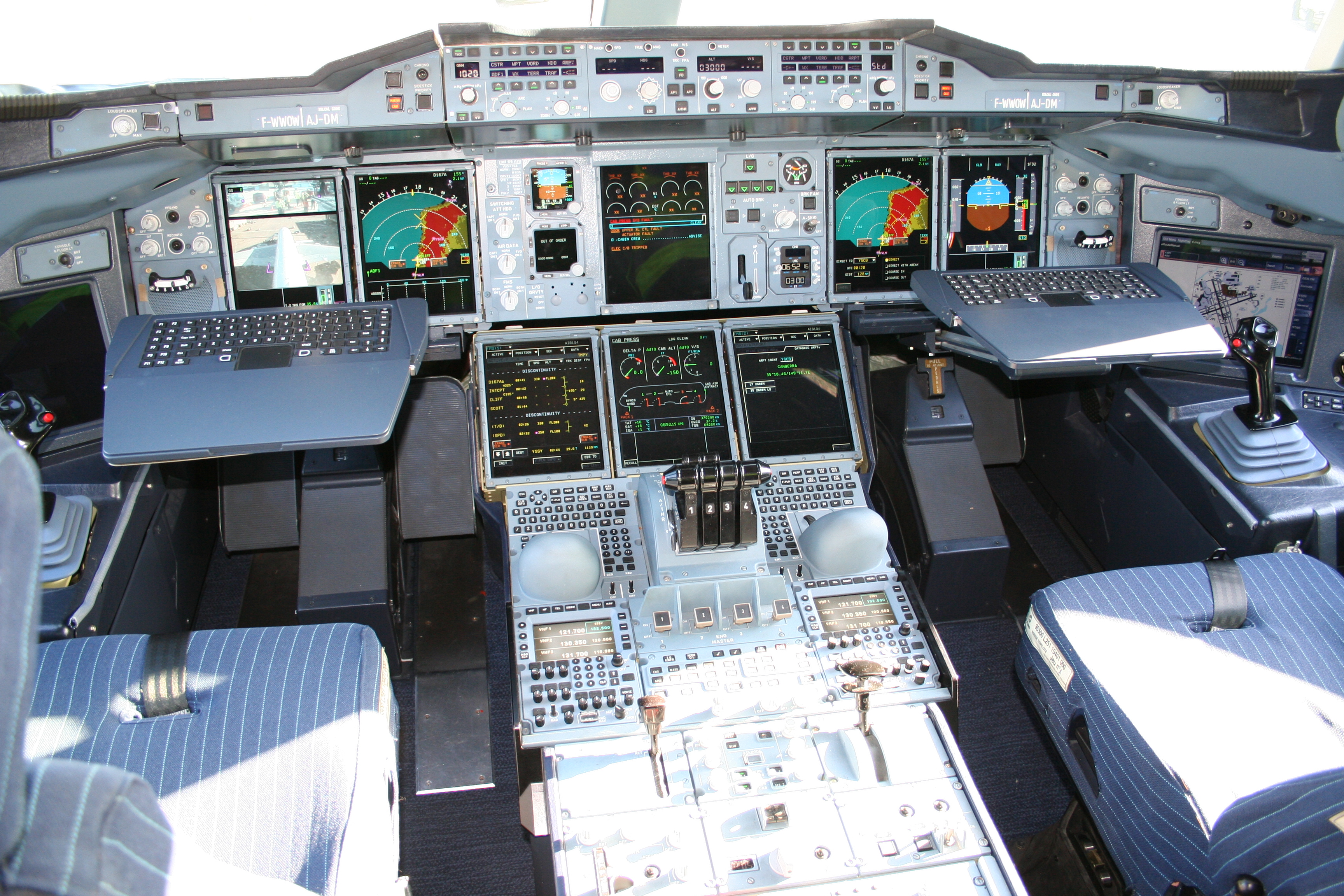
L'Airbus A380 utilitza una gran quantitat de programari. Enginyeria del Programari de mapes, plànols i milions de línies de codi constitueixen el programari de l'avió.

Les tasques exercides per aquests professionals evolucionen ràpidament, a causa de la seva càrrega en gestió empresarial els titulats d'aquesta enginyeria poden desenvolupar tasques dins del sector financer així com tasques de programació avançada i ciberseguretat com a reflex de les noves àrees d'especialització o canvis a la tecnologia, així com les tasques desenvolupades pels titulats del "Grau en Enginyeria Informàtica" amb el qual es troba equiparada a Europa des de l'any 2010, i amb el qual va coexistir com a titulació universitària impartida oficialment a Espanya fins a la finalització del curs acadèmic 2016-2017.
Els professionals d'aquesta disciplina de l'enginyeria participen en l'anàlisi, disseny i desenvolupament de molts tipus de programaris i projectes dins d'un ampli marc de possibilitats:
- Programari per al sector públic i privat.
- Creació o modificació de programes i aplicacions informàtiques.
- Manteniment i desenvolupament de software.
- Docència
- Auditories informàtiques
- Gestió de la informació (BBDD)
- Ciberseguretat
- Gestió Empresarial
- Arquitectura Domòtica
- Comerç electrònic i màrqueting
- Telemàtica i telecomunicacions
- Certificació de programari crític.
- Telemetria.
- Avionics software
- Automotive software
- Control del trànsit aeri (Air traffic control)
- Protecció i privacitat de la informació, auditoria i adaptació al RGPD.
- Implantació de Sistemes de Gestió de la Seguretat de la Informació.

## Educació
Al territori espanyol el títol d'Enginyer Tècnic en Informàtica de Gestió, té una càrrega docent variable de fins a 240 crèdits dividits en tres anys de durada amb l'obligació de la superació d'un Projecte de Final de Carrera (PFC) que s'haurà de defensar davant d'un tribunal d'enginyers, on l'alumne demostra que ha assimilat els coneixements necessaris per a la realització de la seva professió.
Durant l'aplicació del procés de Bolonya, a Europa a partir del curs 2010/2011, es va equiparar el títol d'Enginyer Tècnic en Informàtica de Gestió, al títol de Computer Engineering (Grau universitari en Enginyeria Informàtica). Tot i això, la incorporació a Bolonya va ser un procés gradual, així a Espanya els estudis oficials en Enginyeria Tècnica en Informàtica de Gestió van coexistir oficialment dins de les universitats amb les noves titulacions universitàries de l'espai Bolonya fins a la finalització del curs acadèmic 2016-2017.

## Regulació
L'enginyeria anomenada Enginyeria Tècnica en Informàtica de Gestió, és una titulació universitària homologada en enginyeria i, per tant, està registrada i regulada acadèmicament i legalment com un estudi universitari oficial.
Així com equiparada tant per universitats com per a organitzacions internacionals, com l'IEEE USA als Estats Units d'Amèrica, amb les titulacions Universitàries de "Software Engineering" i "Computer Engineering".